# Anthony Davidson
Anthony Davidson (Hemel Hempstead, 18. travnja 1979.), britanski vozač automobilističkih utrka, od 2012. godine član tima Toyote Racing u svjetskom prvenstvu World Endurance Championshipa (WEC), utrka prototipova. 
2014. osvaja prvenstvo zajedno sa Sébastienom Buemijem.[nedostaje izvor]

### Potpuni popis rezultata u Formuli 1
| Godina | Momčad                     | Šasija           | Motor                 | Gume | 1.      | 2.      | 3.     | 4.      | 5.     | 6.     | 7.     | 8.      | 9.      | 10.    | 11.     | 12.    | 13.     | 14.     | 15.     | 16.     | 17.    | 18. | 19. | Bodovi | Poredak |
| ------ | -------------------------- | ---------------- | --------------------- | ---- | ------- | ------- | ------ | ------- | ------ | ------ | ------ | ------- | ------- | ------ | ------- | ------ | ------- | ------- | ------- | ------- | ------ | --- | --- | ------ | ------- |
| 2002.  | KL Minardi Asiatech        | Minardi PS02     | Asiatech AT02 3.0 V10 | M    | AUS     | MAL     | BRA    | SMR     | ŠPA    | AUT    | MON    | KAN     | EUR     | VBR    | FRA     | NJE    | MAĐ Ret | BEL Ret | ITA     | SAD     | JAP    |     |     | 0      | 23.     |
| 2005.  | Lucky Strike BAR Honda     | BAR 007          | Honda RA005E 3.0 V10  | M    | AUS     | MAL Ret | BHR    | SMR     | ŠPA    | MON    | EUR    | KAN     | SAD     | FRA    | VBR     | NJE    | MAĐ     | TUR     | ITA     | BEL     | BRA    | JAP | KIN | 0      | 27.     |
| 2007.  | Super Aguri Formula 1 Team | Super Aguri SA07 | Honda RA807E 2.4 V8   | B    | AUS 16  | MAL 16  | BHR 16 | ŠPA 11  | MON 18 | KAN 11 | SAD 11 | FRA Ret | VBR Ret | EUR 12 | MAĐ Ret | TUR 14 | ITA 14  | BEL 16  | JAP Ret | KIN Ret | BRA 14 |     |     | 0      | 23.     |
| 2008.  | Super Aguri Formula 1 Team | Super Aguri SA08 | Honda RA808E 2.4 V8   | B    | AUS Ret | MAL 15  | BHR 16 | ŠPA Ret | TUR    | MON    | KAN    | FRA     | VBR     | NJE    | MAĐ     | EUR    | BEL     | ITA     | SIN     | JAP     | KIN    | BRA |     | 0      | 22.     |

### Potpuni popis WEC rezultata
| Godina | Momčad              | Klasa | Šasija              | Motor                    | Gume | 1.     | 2.     | 3.      | 4.      | 5.    | 6.     | 7.      | 8.    | 9.  | Bodovi | Poredak |
| ------ | ------------------- | ----- | ------------------- | ------------------------ | ---- | ------ | ------ | ------- | ------- | ----- | ------ | ------- | ----- | --- | ------ | ------- |
| 2012.  | Toyota Racing       | LMP1  | Toyota TS030 Hybrid | Toyota 3.4 L V8 (Hybrid) | M    | SEB    | SPA    | LMS Ret | SIL     | SAO   | BHR    | FUJ     | SHA   |     | -      | -       |
| 2013.  | Toyota Racing       | LMP1  | Toyota TS030 Hybrid | Toyota 3.4 L V8 (Hybrid) | M    | SIL 3  | SPA 4  | LMS 2   | SAO Ret | COA 2 | FUJ 15 | SHA Ret | BHR 1 |     | 106.25 | 3.      |
| 2014.  | Toyota Racing       | LMP1  | Toyota TS040 Hybrid | Toyota 3.7 L V8 (Hybrid) | M    | SIL 1  | SPA 1  | LMS 3   | COA 3   | FUJ 1 | SHA 1  | BHR 11  | SAO 2 |     | 166    | 1.      |
| 2015.  | Toyota Racing       | LMP1  | Toyota TS040 Hybrid | Toyota 3.7 L V8 (Hybrid) | M    | SIL 3  | SPA 8  | LMS 8   | NÜR 5   | COA 4 | FUJ 5  | SHA 6   | BHR 4 |     | 79     | 5.      |
| 2016.  | Toyota Gazoo Racing | LMP1  | Toyota TS050 Hybrid | Toyota 2.4 L Turbo V6    | M    | SIL 16 | SPA 27 | LMS NC  | NÜR 5   | MEX   | COA    | FUJ     | SHA   | BHR | 11     | 17.     |